# Ultimo Live Stadi 2023
Albums de Ultimo
Alba
(2023) Altrove
(2024)
Ultimo Live Stadi 2023 est le premier EP de l'auteur-compositeur-interprète italien Ultimo.

## Présentation
Publié le 21 juillet 2023, cet EP contient les versions live de cinq chansons tirées de l'album Alba — enregistrées pendant la tournée Ultimo Stadi 2023 - La favola continua... — auxquelles s'ajoute le titre inédit Paura mai. La semaine suivant sa sortie, l'EP se classe 46e du classement de la FIMI (FIMI), mais ne sera plus classé ensuite.

## Pistes
Toutes les chansons sont écrites et composées par Niccolò Moriconi (Ultimo).
| 1.    | Paura mai                             |  |
| 2.    | Alba - Live Stadi 2023                |  |
| 3.    | Nuvole in testa - Live Stadi 2023     |  |
| 4.    | Ti va di stare bene - Live Stadi 2023 |  |
| 5.    | Vivo per vivere - Live Stadi 2023     |  |
| 6.    | Sono pazzo di te - Live Stadi 2023    |  |
| 23:37 |                                       |  |

## Classement hebdomadaire
| Pays          | Meilleure position | Ref.  |
| ------------- | ------------------ | ----- |
| Italie (FIMI) | 46                 | [ 3 ] |